# Pepsi-deild kvenna 2018
Die Pepsi-deild kvenna 2018 war die 47. Spielzeit der höchsten isländischen Spielklasse im Frauenfußball. Sie begann am 3. Mai und endete am 22. September 2018 mit dem 18. Spieltag. Rekordmeister Breiðablik Kópavogur sicherte sich am vorletzten Spieltag die Meisterschaft vor Titelverteidiger Þór/KA. Die beiden Vereine UMF Grindavík und FH Hafnarfjörður mussten am Saisonende in die zweitklassige 1. deild kvenna absteigen. Torschützenkönigin wurde Berglind Björg Þorvaldsdóttir von Breiðablik Kópavogur mit 19 Treffern.

## Statistiken

### Abschlusstabelle
| Pl. | Verein               | Sp. | S  | U | N  | Tore    | Diff. | Punkte |
| --- | -------------------- | --- | -- | - | -- | ------- | ----- | ------ |
| 1.  | Breiðablik Kópavogur | 18  | 15 | 1 | 2  | 044:120 | +32   | 46     |
| 2.  | Þór/KA (M)           | 18  | 13 | 2 | 3  | 049:140 | +35   | 41     |
| 3.  | UMF Stjarnan         | 18  | 12 | 2 | 4  | 046:240 | +22   | 38     |
| 4.  | Valur Reykjavík      | 18  | 10 | 3 | 5  | 040:190 | +21   | 33     |
| 5.  | ÍBV Vestmannaeyjar   | 18  | 7  | 4 | 7  | 025:220 | +3    | 25     |
| 6.  | UMF Selfoss (N)      | 18  | 5  | 5 | 8  | 015:250 | −10   | 20     |
| 7.  | HK/Víkingur (N)      | 18  | 5  | 3 | 10 | 022:420 | −20   | 18     |
| 8.  | KR Reykjavík         | 18  | 5  | 2 | 11 | 018:320 | −14   | 17     |
| 9.  | UMF Grindavík        | 18  | 3  | 4 | 11 | 014:400 | −26   | 13     |
| 10. | FH Hafnarfjörður     | 18  | 2  | 0 | 16 | 018:610 | −43   | 06     |

### Kreuztabelle
|                      |     |     |     | Val |     |     |     |     |     |     |
| -------------------- | --- | --- | --- | --- | --- | --- | --- | --- | --- | --- |
| Breiðablik Kópavogur | —   | 3:0 | 1:0 | 1:0 | 1:0 | 3:1 | 6:1 | 2:0 | 4:0 | 3:1 |
| Þór/KA               | 2:0 | —   | 3:1 | 0:0 | 2:0 | 2:0 | 3:0 | 2:0 | 5:0 | 9:1 |
| UMF Stjarnan         | 2:6 | 2:0 | —   | 3:1 | 2:2 | 1:0 | 7:1 | 3:0 | 2:3 | 6:2 |
| Valur Reykjavík      | 3:2 | 0:0 | 1:3 | —   | 0:1 | 8:0 | 2:0 | 4:0 | 3:0 | 4:0 |
| ÍBV Vestmannaeyjar   | 1:1 | 1:2 | 0:0 | 1:3 | —   | 1:0 | 5:1 | 2:0 | 1:1 | 3:2 |
| UMF Selfoss          | 0:1 | 0:0 | 0:3 | 1:1 | 1:0 | —   | 1:1 | 0:1 | 1:1 | 4:1 |
| HK/Víkingur          | 1:3 | 2:5 | 0:1 | 1:2 | 1:0 | 0:3 | —   | 0:0 | 4:0 | 2:1 |
| KR Reykjavík         | 0:2 | 2:1 | 2:4 | 0:0 | 3:2 | 0:1 | 1:3 | —   | 2:1 | 1:2 |
| UMF Grindavík        | 0:2 | 0:5 | 1:2 | 0:3 | 1:2 | 1:1 | 1:1 | 2:1 | —   | 2:0 |
| FH Hafnarfjörður     | 0:3 | 1:4 | 1:4 | 2:4 | 1:3 | 0:1 | 1:3 | 1:5 | 1:0 | —   |

### Tabellenverlauf
|                      | 1  | 2 | 3  | 4  | 5  | 6  | 7  | 8  | 9  | 10 | 11 | 12 | 13 | 14 | 15 | 16 | 17 | 18 |
| -------------------- | -- | - | -- | -- | -- | -- | -- | -- | -- | -- | -- | -- | -- | -- | -- | -- | -- | -- |
| Breiðablik Kópavogur | 3  | 1 | 1  | 1  | 2  | 1  | 3  | 1  | 1  | 1  | 1  | 1  | 1  | 1  | 1  | 1  | 1  | 1  |
| Þór/KA               | 2  | 2 | 2  | 2  | 1  | 2  | 1  | 2  | 2  | 2  | 2  | 2  | 2  | 2  | 2  | 2  | 2  | 2  |
| UMF Stjarnan         | 8  | 6 | 5  | 5  | 4  | 4  | 4  | 4  | 4  | 4  | 4  | 4  | 4  | 3  | 3  | 3  | 3  | 3  |
| Valur Reykjavík      | 1  | 4 | 3  | 3  | 3  | 3  | 2  | 3  | 3  | 3  | 3  | 3  | 3  | 4  | 4  | 4  | 4  | 4  |
| ÍBV Vestmannaeyjar   | 4  | 3 | 4  | 4  | 5  | 5  | 5  | 6  | 5  | 6  | 5  | 5  | 5  | 5  | 5  | 5  | 5  | 5  |
| UMF Selfoss          | 10 | 9 | 9  | 9  | 6  | 6  | 6  | 7  | 8  | 7  | 7  | 7  | 6  | 6  | 6  | 6  | 6  | 6  |
| HK/Víkingur          | 5  | 7 | 8  | 8  | 9  | 8  | 8  | 8  | 6  | 5  | 6  | 6  | 7  | 7  | 7  | 7  | 7  | 7  |
| KR Reykjavík         | 7  | 5 | 7  | 6  | 8  | 10 | 10 | 9  | 10 | 9  | 9  | 8  | 8  | 8  | 8  | 8  | 8  | 8  |
| UMF Grindavík        | 9  | 9 | 10 | 10 | 7  | 7  | 7  | 5  | 7  | 8  | 8  | 9  | 9  | 9  | 9  | 9  | 9  | 9  |
| FH Hafnarfjörður     | 6  | 8 | 6  | 7  | 10 | 9  | 9  | 10 | 9  | 10 | 10 | 10 | 10 | 10 | 10 | 10 | 10 | 10 |

### Torschützenliste
Den Goldenen Schuh (isländisch gullskóinn) gewann Berglind Björg Þorvaldsdóttir von Meister Breiðablik Kópavogur.
| Pl. | Spielerin                     | Verein               | Tore | Spiele |
| --- | ----------------------------- | -------------------- | ---- | ------ |
| 1.  | Berglind Björg Þorvaldsdóttir | Breiðablik Kópavogur | 19   | 18     |
| 2.  | Stephany Mayor                | Þór/KA               | 15   | 17     |
| 3.  | Sandra Jessen                 | Þór/KA               | 14   | 18     |
| 4.  | Elín Metta Jensen             | Valur Reykjavík      | 12   | 17     |
| 5.  | Rio Hardy                     | UMF Grindavík        | 10   | 15     |
| 6.  | Cloé Lacasse                  | ÍBV Vestmannaeyjar   | 10   | 17     |
| 7.  | Harpa Þorsteinsdóttir         | UMF Stjarnan         | 8    | 13     |
| 8.  | Agla María Albertsdóttir      | Breiðablik Kópavogur | 8    | 18     |
| 9.  | Þórdís Hrönn Sigfúsdóttir     | UMF Stjarnan         | 7    | 17     |
| 10. | Katrín Ásbjörnsdóttir         | UMF Stjarnan         | 6    | 13     |

### Meistermannschaft
| Breiðablik Kópavogur |
| --- |
| Tor: Sonný Lára Þráinsdóttir (18/0) – Feld: Agla María Albertsdóttir (18/8), Alexandra Jóhannsdóttir (18/5), Andrea Rán Snæfeld Hauksdóttir (12/1), Berglind Baldursdóttir (2/0), Berglind Björg Þorvaldsdóttir (18/19), Fjolla Shala (16/1), Guðrún Arnardóttir (13/1), Guðrún Gyða Haralz (1/0), Heiðdís Lillýardóttir (17/0), Hildur Antonsdóttir (10/1), Hildur Þóra Hákonardóttir (2/0), Karólína Lea Vilhjálmsdóttir (16/0), Kristín Dís Árnadóttir (18/1), Sam Lofton (12/0), Selma Sól Magnúsdóttir (11/3), Sólveig Jóhannesdóttir Larsen (12/0), Áslaug Munda Gunnlaugsdóttir (15/2), Ásta Eir Árnadóttir (18/0) – Trainer: Þorsteinn H. Halldórsson, Ólafur Pétursson |